# Waszulki
Waszulki (deutsch Waschulken, 1938 bis 1945 Waiselhöhe), mit  Kolonia Waszulki, ist ein Dorf in der polnischen Woiwodschaft Ermland-Masuren und gehört zur Gmina Nidzica (Stadt- und Landgemeinde Neidenburg) im Powiat Nidzicki (Kreis Neidenburg).

## Geographische Lage
Das Dorf Waszulki liegt in der südwestlichen Mitte der Woiwodschaft Ermland-Masuren, drei Kilometer nordöstlich der Kreisstadt Nidzica (deutsch Neidenburg). Westlich des Dorfes befindet sich die Kolonia Waszulki.

## Geschichte

### Das Dorf Waszulki
Das Dorf Waschilki (erst nach 1574 Waschulken) wurde 1359 gegründet. Die Landgemeinde Waschulken war von 1874 bis 1945 Teil des Amtsbezirks Bartoschken (polnisch Bartoszki), der – 1938 in „Amtsbezirk Bartzdorf (Ostpr.)“ umbenannt – zum ostpreußischen Kreis Neidenburg gehörte. Im Jahre 1910 zählte Waschulken 437 Einwohner, im Jahre 1933 waren es 451.
Aufgrund der Bestimmungen des Versailler Vertrags stimmte die Bevölkerung in den Volksabstimmungen in Ost- und Westpreußen am 11. Juli 1920 über die weitere staatliche Zugehörigkeit zu Ostpreußen (und damit zu Deutschland) oder den Anschluss an Polen ab. In Waschulken stimmten 219 Einwohner für den Verbleib bei Ostpreußen, auf Polen entfielen keine Stimmen.
Am 3. Juni – amtlich bestätigt am 16. Juli – 1938 wurde Waschulken aus politisch-ideologischen Gründen der Abwehr fremdländisch klingender Ortsnamen in „Waiselhöhe“ umbenannt. Die Zahl der Einwohner belief sich im Jahre 1939 auf 414.
In Kriegsfolge wurde Waiselhöhe 1945 mit dem gesamten südlichen Ostpreußen an Polen überstellt. Das Dorf erhielt die polnische Namensform „Waszulki“ und ist heute mit dem Sitz eines Schulzenamts (polnisch Sołectwo) eine Ortschaft im Verbund der Gmina Nidzica (Stadt- und Landgemeinde Neidenburg) im Powiat Nidzicki (Kreis Neidenburg), bis 1998 der Woiwodschaft Olsztyn, seither der Woiwodschaft Ermland-Masuren zugehörig.

### Kolonia Waszulki
Die Kolonia Waszulki liegt unweit des Dorfs Waszulki und umfasst nur wenige Häuser. Durch den Ort verläuft die Woiwodschaftsstraße 545, von der hier Nebenstraßen nach Radomin und Wietrzychowo (Dietrichsdorf, bis 1928 auch: Adlig Dietrichsdorf) abzweigen. Über die Geschichte gibt es keine Belege, auch nicht darüber, ob der kleine Ort vor 1945 eine deutsche Namensform hatte. Möglich ist auch, dass die Kolonia Waszulki erst nach 1945 gebildet worden ist.

## Kirche
Bis 1945 war Waschulken/Waiselhöhe in die evangelische Pfarrkirche Neidenburg in der Kirchenprovinz Ostpreußen der Kirche der Altpreußischen Union, außerdem in die römisch-katholische Pfarrkirche Neidenburg im damaligen Bistum Ermland eingegliedert. Heute gehören Waszulki und Kolonia Waszulki evangelischerseits zur Heilig-Kreuz-Kirche Nidzica in der Diözese Masuren der Evangelisch-Augsburgischen Kirche in Polen sowie zur römisch-katholischen Kirche Mariä Empfängnis und St. Adalbert Nidzica im jetzigen Erzbistum Ermland.

## Verkehr
Waszulki ist über eine Nebenstraße von der Stadt Nidzica aus direkt zu erreichen. Die nächste Bahnstation ist Nidzica an der Bahnstrecke Działdowo–Olsztyn (deutsch Soldau–Allenstein).

## Söhne und Töchter der Gemeinde
- Hans-Dieter Czarnetzki (* 1938), Professor für Chirurgie im Klinikum Südstadt, Rostock